# Подводные лодки типа «Скипджек»
Подводные лодки типа «Скипджек» (англ. Skipjack) — серия из шести многоцелевых атомных подводных лодок Военно-морских сил США, первые атомные лодки с «альбакоровской» формой корпуса и самые быстрые американские лодки до вступления в строй типа «Лос-Анджелес».

## Конструкция
На подводных лодках данного проекта сведены до минимума выступающие части и проницаемые объёмы корпуса. Надстройка и верхняя палуба отсутствуют. Площадь относительной смоченной поверхности корпуса по сравнению с АПЛ  Наутилус уменьшилась примерно на 18 %, из которых 12 % приходится на уменьшение отношения длины корпуса к ширине и 6 % - на совершенствование формы корпуса.

МПЛАТ «Скипджек» стали первыми из западных ПЛ, на которых рубочные горизонтальные рули заменили классические носовые. Американские специалисты считают, что при практически равном сопротивлении рубочные рули могут иметь площадь на 75 % большую, чем обычные горизонтальные, что приводит к увеличению  подъемной силы первых на 85 %. Одним из главных преимуществ рубочных рулей является их удаление как источника шума на ходу от приемных антенн гидроакустических станций, размещаемых обычно в носовых частях подводных лодок.

## Вооружение
Лодка имела шесть носовых торпедных аппаратов 533 мм и была вооружена 24 торпедами, включая ядерные торпеды Mark 37, Mark 14, Mark 45 ASTOR и / или торпеды Mark 48.

## Строительство
Подводные лодки проекта строились на верфях Electric Boat, Newport News (по 2 ед.), Ingalls Shipbuilding и Mare NSY (по 1 ед.).
Первая МПЛАТРК проекта USS Skipjack (SSN-585) была заказана верфи Electric Boat 5 октября 1955 года, вступила в строй 15 апреля 1959 года.

## Эксплуатация
В ходе эксплуатации одна ПЛ (Scorpion) была потеряна 22 мая 1968 года в Атлантическом океане, в 400 милях к юго-западу от Азорских островов. Трагедия случилась за пять дней до возвращения подводной лодки на базу в Норфолк. В ходе крушения погиб весь экипаж в составе двенадцати офицеров и 87 младших чинов. Причина гибели подводной лодки до сих пор не установлена. USS Scorpion (SSN-589) была объявлена «предполагаемо потерянной в море» 5 июня 1968 года.
В 1990 году МПЛАТРК USS Scamp (SSN-588) стала первой атомной подлодкой, утилизованной по проекту «U. S. Navy’s Submarine Recycling Program».